# Jacob Dubbe
Jacob Dubbe, född 11 november 1769 i Visby på Gotland, död 7 november 1844 i Stockholm, var en svensk handelsman, skeppsbyggare och kalkpatron.
Jacob Dubbe var son till skepparen i handelshuset Donners tjänst Jacob Dubb, senare Dubbe. Jacob Dubbe blev tidigt föräldralös då hans far omkom i november 1777 då hans fartyg förliste i en svår storm utanför Bornholm. Enligt obekräftade familjetraditioner skall Dubbe som faderlös pojke en tid ha arbetat som fåraherde hos en bonde i Glammunds i Akebäcks socken. År 1787 fick han anställning som handelsbetjänt hos rådmansänkan Barbara Fåhraeus och vistades därefter en tid utomlands för att lära handelsyrket. Han återkom 1795 till Visby, där han vann burskap som handlare. Han öppnande samma år en handelsbod i moderns hus vid Lilla Strandporten.
Tillsammans med sin bokhållare och svåger Axel Hägg började han driva strandningsaffärer, vilket snart lade grunden för hans stora förmögenhet. År 1798 inköpte han Liljehornska huset, dit han flyttade sin butik och själv kom att vara bosatt fram till 1830. Efter mycket motstånd från hennes fars sida blev Dubbe 1802 slutligen gift med Anna Torsman, brorsdotter till hans gamla arbetsgivare Barbara Fåhraeus.
Genom hustrun, Anna Torsman, kom han över gården Ungbåtels i Follingbo socken, där han lät uppföra herrgården Rosendal och senare trädgårdsområdet Jacobsberg. Han flyttade till sin nyanlagda herrgård. Dubbe hade dock redan 1814 inköpt en större fastighet vid Glasbruksgatan i Stockholm och 1824 säteriet Duvnäs, och efter hustruns död 1837 bosatte han sig i Stockholm.
Dubbe saknade arvingar och hans egendomar kom att gå i arv till systersonen Jakob Adolf Hägg av släkten Hägg.
Dubbe har beskrivits som en skrupelfri handelsman som inte dragit sig för något för att öka sin rikedom. Oklart är om bilden verkligen är rättvis. Som uppkomling bemöttes han med mycket misstänksamhet från de äldre köpmanssläkterna på ön. Mot sina släktingar var han mycket generös; bland annat skänkte han redan före sin död gården Katthamra till sin syster och svåger.
Dubbe var förebild för kapten Holgerson / grosshandlare Mörk i Emilie Flygare-Carléns roman Jungfrutornet. Personen är dock i många avseenden omarbetad, och personlighetsdragen är i mycket lånad från andra av hennes litterära gestalter som enslingen i Enslingen på Johannisskäret.
En restaurang/pizzeria i Liljehornska huset, en tid en av Visbys populäraste under sent 1900-tal, var uppkallad efter köpmannen och bar således namnet Jacob Dubbes.
Jacob Dubbe vilar i en familjegrav vid Katarina kyrka i Stockholm.